# Myrmecia nigriceps
Myrmecia nigriceps (лат.) — вид муравьёв из рода муравьёв-бульдогов (Myrmecia) подсемейства Myrmeciinae. Эндемик Австралии. Впервые описан австрийским энтомологом Густавом Майром в 1862 году. Агрессивные одиночные охотники с длиной тела около 2 см; фуражируют ночью. Обладают мощным жалом и сильным ядом, который может вызвать болезненные ощущения и аллергические реакции у чувствительных людей.

## Распространение
Встречаются по всей Австралии, но отсутствуют в центральных районах континента и на его северном побережье. Ареал M. nigriceps включает Квинсленд, Новый Южный Уэльс, Австралийскую столичную территорию, Викторию, Южную Австралию и Западную Австралию. Колонии встречаются на высоте от 300 до 460 метров в пустынях, прибрежных районах, на плато, в лесах, среди естественной растительности, на прогреваемых солнцем холмах, покрытых кустарниками, а также на восстановленных участках.
M. nigriceps — вид, строящий гнёзда в виде холмиков, хотя колонии можно найти и под бревнами. Рабочие покрывают гнездо различными предметами, включая латеритные камешки и крошки почвы, подобно гнёздам мясного муравья Iridomyrmex purpureus. Для декорирования гнёзд используются также мелкие камни и различный растительный материал.

## Описание

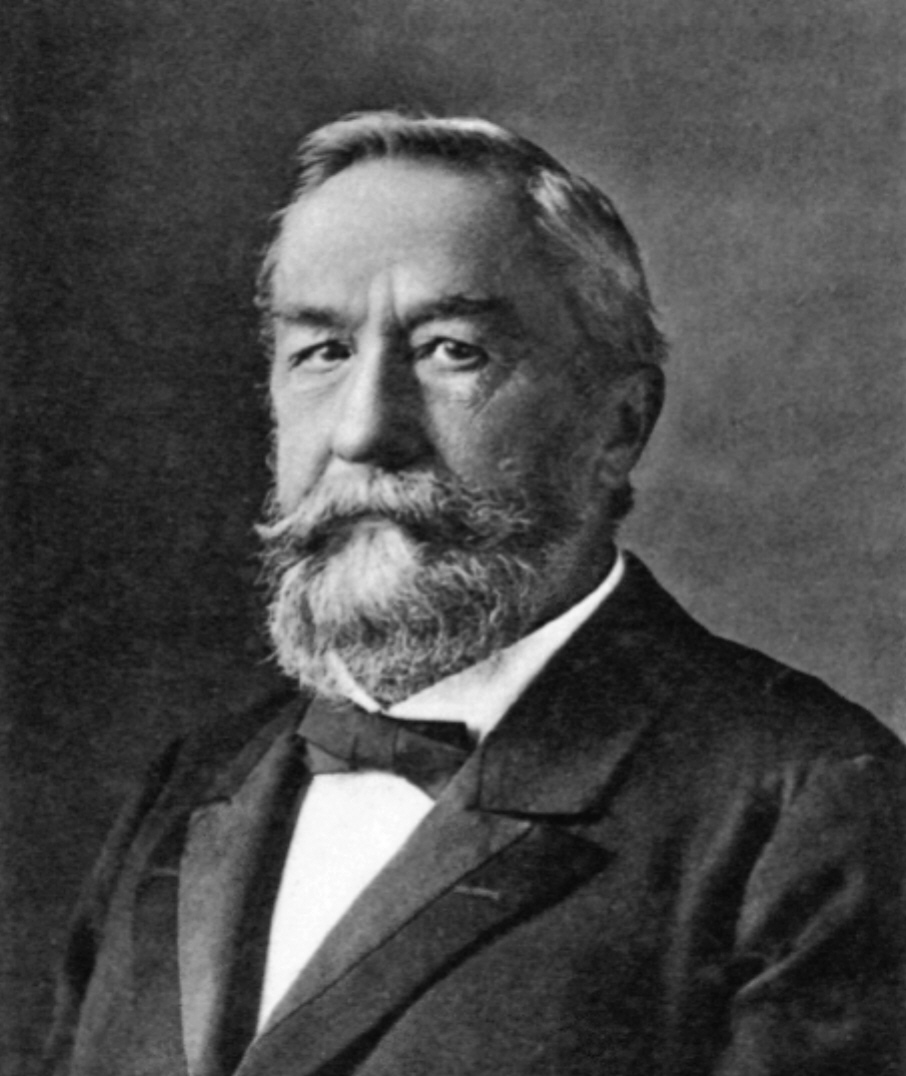
Густав Майр, впервые описавший вид Myrmecia nigriceps

Крупные муравьи: длина тела рабочих составляет 17—23 мм, самок — 24—26 мм, самцов — 18—20 мм. Голова и брюшко чёрные, грудь и остальные части тела (ноги, усики, мандибулы) — желтовато-красные. Жвалы длинные многозубчатые. Глаза большие выпуклые, расположены в передней части головы рядом с основанием мандибул. Оцеллии развиты. Нижнечелюстные щупики 6-члениковые, нижнегубные щупики состоят из 4 сегментов. Стебелёк двучлениковый, состоит из петиоля и постпетиоля. Скапус усиков самцов короткий. Крылья с одной маргинальной, тремя субмаргинальными и двумя дискоидальными ячейками. Жало развито. Куколки крытые, в коконе.
Вид был впервые описан в 1862 году австрийским энтомологом Густавом Майром (G. Mayr, 1830—1908), а валидный таксономический статус подтверждён в ходе родовой ревизии в 1951 году австралийским мирмекологом Джоном Кларком (John S. Clark, 1885—1956, Национальный музей Мельбурна).
Включён в состав видовой группы Myrmecia gulosa.

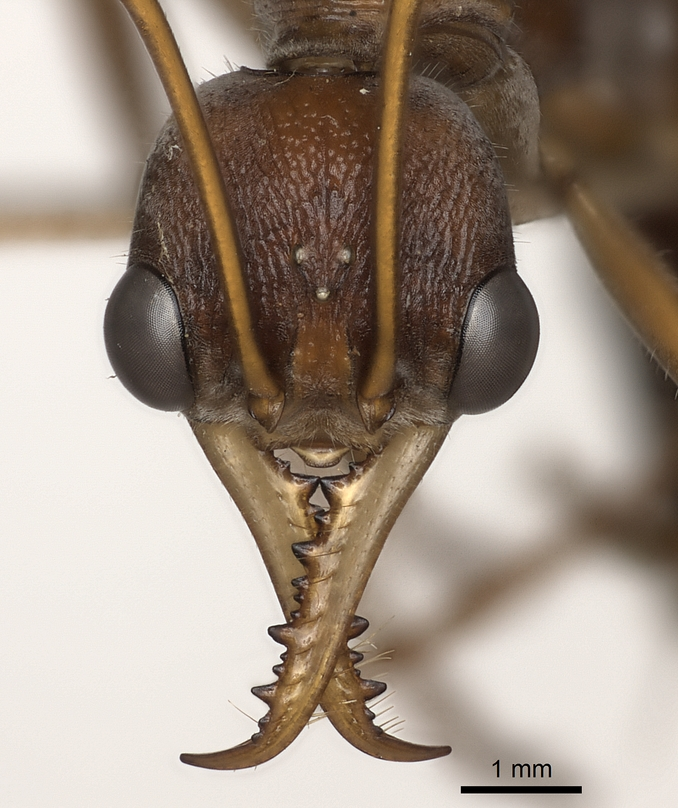
Рабочий (спереди)
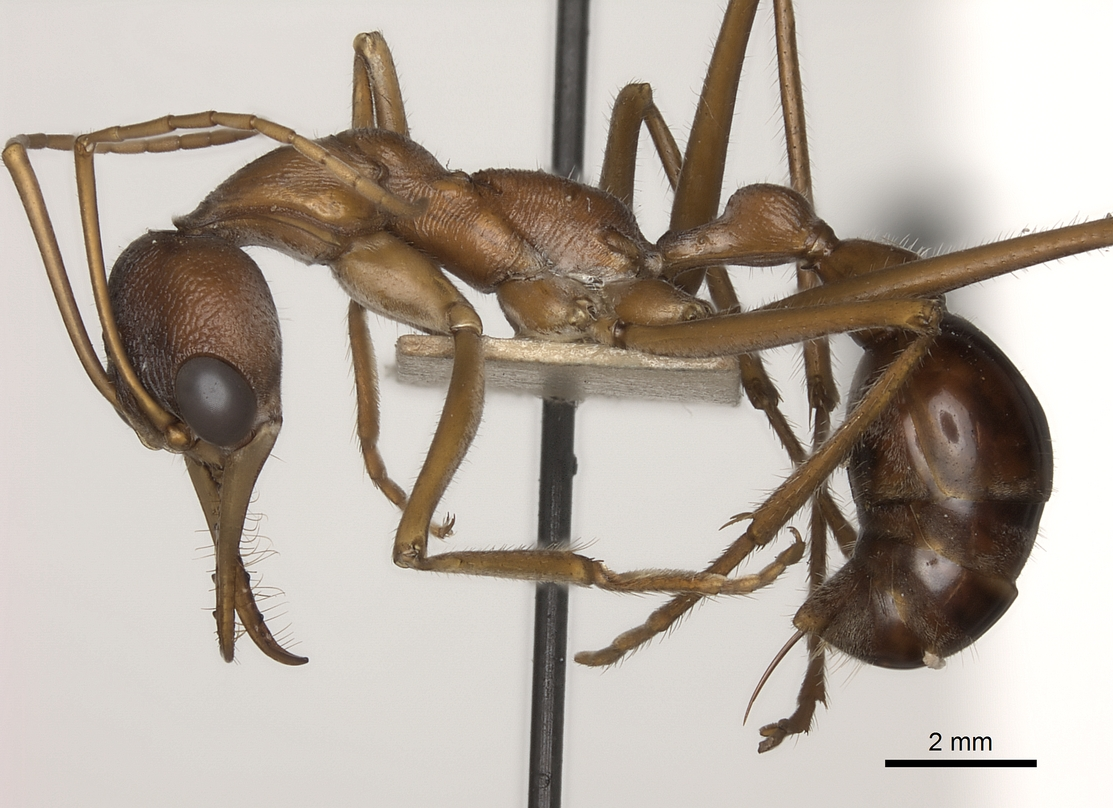
Рабочий (сбоку)
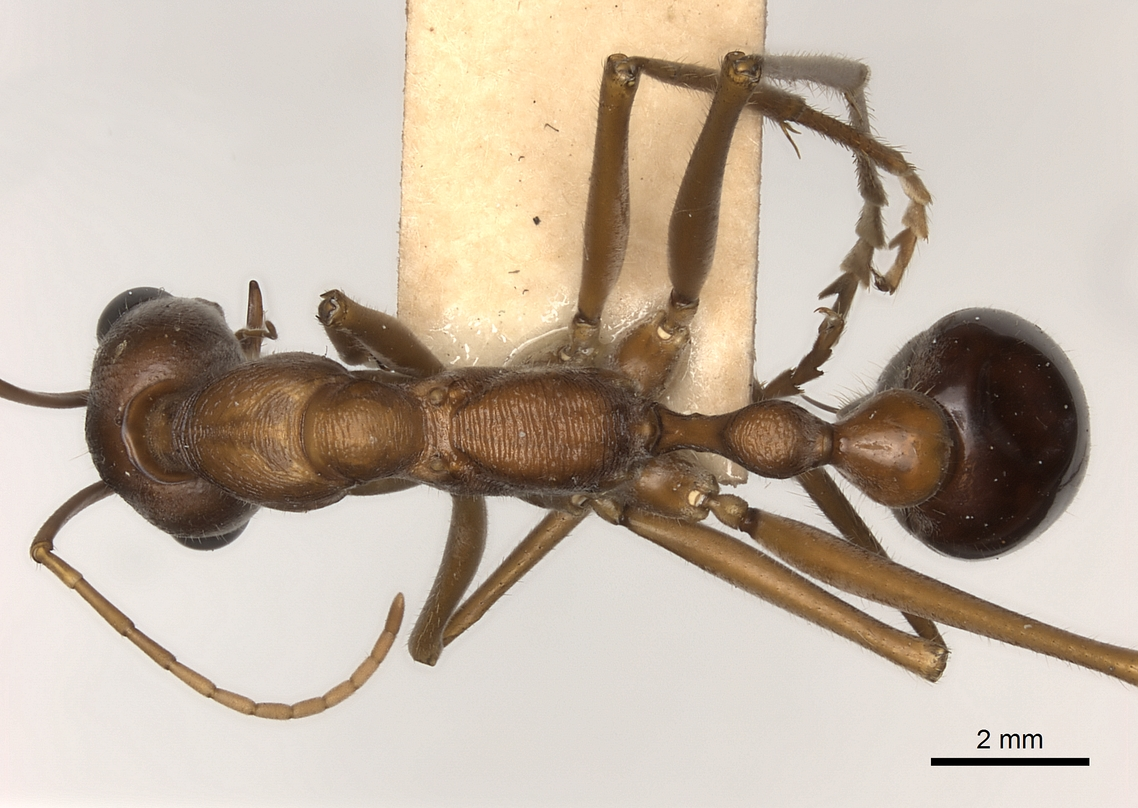
Рабочий (сверху)

## Биология
M. nigriceps — сумеречные и ночные муравьи, которые занимаются поисками пищи после захода солнца.
Рабочие муравьи фуражируют на деревьях эвкалипта (Eucalyptus sp.). Взрослые особи нектароядные и питаются сладкими жидкостями из растений, а личинки плотоядны, питаются принесёнными рабочими беспозвоночными, включая и других муравьёв, таких как рабочие и самцы Camponotus sp. Некоторые тараканы (например, Platyzosteria castanea и Platyzosteria ruficeps) могут отражать атаки M. nigriceps, выделяя секрет, дезориентирующий атакующих рабочих. Рабочие начинают собирать корм за час до захода, причем пик активности приходится на сумеречные часы. Эти муравьи обладают прекрасным зрением, имеют очень большие глазные линзы и фоторецепторные клетки, — более крупные, чем у любого другого вида Myrmecia. У них необычно хорошо развитые сложные глаза, каждый из которых имеет в среднем 3210 фасеток. Обладая сумеречной активностью M. nigriceps имеют среди исследованных видов своего рода одни из крупнейших диаметры фасеточной линзы и фоторецептора: 20—30 мкм и 5,5—5,7 мкм, соответственно. Эти муравьи способны различать расстояние и размер объектов, движущихся на расстоянии почти метра, чувствительны к движению и быстро атакуют любые движущиеся объекты.
На этих муравьев охотятся австралийские ехидны (Tachyglossus aculeatus) и пауки из рода Zenodorus, особенно Zenodorus metallescens. Известно, что слепые змеи поедают личинок и куколок этих муравьев. В колониях встречаются социально-паразитические муравьи M. inquilina, откладывающие там свои яйца.
M. nigriceps — чрезвычайно агрессивный муравей, и более крупные колонии могут соперничать с колониями других видов Myrmecia (такими как M. gulosa) с точки зрения свирепости и драчливости. В то время как укусы этих муравьёв практически не вызывают боли у людей, ужаления могут быть весьма болезненными. Как и у других муравьев, жало не зазубрено, поэтому рабочие могут ужалить несколько раз, не навредив себе. При средней летальной дозе (LD50) 7,3 мг/кг, их яд относительно слаб по сравнению с другими муравьями Myrmecia, у которых LD50 намного ниже (у некоторых протестированных видов Myrmecia значение LD50 составляет 0,18—0,35 мг/кг). Однако в исследовании 2011 года по крайней мере у одного пациента была аллергическая реакция на яд M. nigriceps. Это исследование также пришло к выводу, что многие другие виды Myrmecia могут вызывать анафилаксию, также как и Rhytidoponera metallica. В Шкале силы ужалений Старра, которая сравнивает общую боль от жала перепончатокрылых по четырёхбалльной шкале, ужаление М. nigriceps было оценёно на два балла (что равно по силе ужалению медоносной пчелы) и описано как болезненное. Рабочие M. nigriceps могут проникать в чужие колонии, в которых они не проживают, без реакции на них со стороны хозяев.
Брачный полёт происходит после дождя в течение нескольких дней с декабря по март (то есть с лета до середины осени). Самцы и девственные самки, выходя из своего гнезда, сразу взлетают, в отличие от других видов, которые спариваются на земле или забираются на близлежащие деревья или ветки, чтобы улететь. Брачные полёты обычно происходят на вершинах холмов. Матки M. nigriceps не закупоривают вход в гнездо во время основания колонии, в отличие от других видов Myrmecia, таких как M. regularis.
Рабочие относительно других видов могут жить исключительно долго, в среднем 2,2 года; максимальная продолжительность жизни у рабочих колебалась от 2,1 до 2,4 года.